# The Hanging Tree (bài hát của The Hunger Games)
"The Hanging Tree" (tên tiếng Việt trong tiểu thuyết: "Cây treo cổ") là một bài hát được thể hiện bởi nhà soạn nhạc James Newton Howard với sự góp giọng của nữ diễn viên người Mỹ Jennifer Lawrence cho phần nhạc của bộ phim năm 2014 The Hunger Games: Húng nhại – Phần 1, phần phim thứ ba trong loạt phim The Hunger Games. Bài hát này vốn không nằm trong phiên bản đầu tiên của album bài hát trong phim chính thức của bộ phim (mặc dù nó có xuất hiện trong album nhạc phim), nhưng lại được thêm vào trong phiên bản tái phát hành của album này. Phần lời bài hát được sáng tác bởi tác giả của bộ truyện The Hunger Games, Suzanne Collins, và được chính thức xuất hiện trong cuốn tiểu thuyết Húng nhại, trong khi phần nhạc lại được biên soạn bởi Jeremiah Fraites và Wesley Schultz từ ban nhạc indie folk Mỹ The Lumineers.
Sau khi được phát hành, "The Hanging Tree" lọt vào top 40 đĩa đơn trên các bảng xếp hạng của Úc, Anh, và Mỹ. Bài hát được phát hành trên các đài phát thanh hot adult contemporary của Mỹ vào ngày 15 tháng 12 năm 2014. Một phiên bản phối lại của bài hát được phát hành trên đài phát thanh contemporary hit radio vào ngày 9 tháng 12 năm 2014 và được dùng làm bài hát chính thức cho Giải vô địch CONCACAF U-20 năm 2015 ở Jamaica.

## Bối cảnh
Phần lời bài hát được sáng tác bởi tác giả của bộ truyện The Hunger Games, Suzanne Collins và được chính thức xuất hiện trong cuốn tiểu thuyết Húng nhại. Giai điệu cho phần lời được biên soạn bởi Jeremiah Fraites và Wesley Schultz từ ban nhạc indie folk Mỹ The Lumineers. Sau sự thành công của bài hát, vốn nằm trong album nhạc nền của bộ phim, album nhạc phim được tái phát hành kỹ thuật số với "The Hanging Tree" là bài hát thứ mười lăm nằm trong danh sách bài hát. Sáu ngày sau, "The Hanging Tree" được chọn làm đĩa đơn thứ hai từ album.
Nữ nhân vật chính Katniss Everdeen biểu diễn bài hát trong bộ phim này. Theo nội dung của câu chuyện, đây là một bài hát mà Katniss học được từ bố của mình, và nó trở thành một bài ca chiến tranh. Jennifer Lawrence tiết lộ trong một cuộc phỏng vấn rằng cô khá là lo lắng khi phải hát bài hát này trong bộ phim bởi vì cô thấy không thoải mái khi phải hát trước đám đông. Lawrence đã gợi ý cho nhà sản xuất của bộ phim rằng nữ ca sĩ Lorde, người đã hát bài hát chủ đề của bộ phim, "Yellow Flicker Beat", nên được góp giọng cho bài hát thay cho Lawrence, còn cô thì chỉ việc hát nhép theo trong bộ phim.

## Diễn biến thương mại
Bài hát ra mắt tại vị trí thứ 12 trên bảng xếp hạng Billboard Hot 100 và vị trí thứ 2 trên bảng Digital Songs với doanh số tuần đầu tiên lên tới 200,000 bản, trở thành bài hát có thứ hạng cao nhất từ tất cả các album nhạc phim của loạt phim The Hunger Games trên bảng xếp hạng này. Đây đồng thời cũng là đĩa đơn đầu tiên của cả Howard lẫn Lawrence lọt vào bảng xếp hạng Hot 100. Tới tháng 1 năm 2015, bài hát đã được tiêu thụ hơn một triệu bản nhạc số.

## Danh sách bài hát
- Đĩa đơn CD (Đức)[22]

1. "The Hanging Tree"
2. "The Mockingjay"

- Tải nhạc số – bản phối lại[23]

1. "The Hanging Tree" (Rebel Remix) – 2:27

## Xếp hạng
| Bảng xếp hạng (2014-15)                   | Vị trí cao nhất |
| ----------------------------------------- | --------------- |
| Úc (ARIA)                                 | 5               |
| Áo (Ö3 Austria Top 40)                    | 1               |
| Bỉ (Ultratop 50 Flanders)                 | 8               |
| Bỉ (Ultratop 50 Wallonia)                 | 18              |
| Canada (Canadian Hot 100)                 | 14              |
| Canada CHR/Top 40 (Billboard)             | 21              |
| Canada Hot AC (Billboard)                 | 41              |
| Cộng hòa Séc (Singles Digitál Top 100)    | 25              |
| Pháp (SNEP)                               | 23              |
| Đức (GfK)                                 | 1               |
| Hungary (Single Top 40)                   | 1               |
| Ireland (IRMA)                            | 20              |
| Italy (FIMI)                              | 29              |
| Hà Lan (Single Top 100)                   | 36              |
| New Zealand (Recorded Music NZ)           | 9               |
| Na Uy (VG-lista)                          | 30              |
| Slovakia (Singles Digitál Top 100)        | 10              |
| Slovenia (SloTop50)                       | 32              |
| Tây Ban Nha (PROMUSICAE)                  | 39              |
| Thụy Điển (Sverigetopplistan)             | 29              |
| Thụy Sĩ (Schweizer Hitparade)             | 4               |
| Anh Quốc (OCC)                            | 14              |
| Hoa Kỳ Billboard Hot 100                  | 12              |
| Hoa Kỳ Adult Contemporary (Billboard)     | 30              |
| Hoa Kỳ Adult Pop Airplay (Billboard)      | 14              |
| Hoa Kỳ Dance/Mix Show Airplay (Billboard) | 19              |
| Hoa Kỳ Pop Airplay (Billboard)            | 10              |

## Chứng nhận
| Quốc gia                                  | Chứng nhận | Số đơn vị/doanh số chứng nhận |
| ----------------------------------------- | ---------- | ----------------------------- |
| Úc (ARIA)                                 | Vàng       | 35.000^                       |
| Áo (IFPI Áo)                              | Vàng       | 15.000*                       |
| Canada (Music Canada)                     | Bạch kim   | 80.000*                       |
| Hoa Kỳ (RIAA)                             | Bạch kim   | 1,021,596                     |
| ^ Chứng nhận dựa theo doanh số nhập hàng. |            |                               |

## Lịch sử phát hành
| Quốc gia | Ngày                 | Định dạng                             | Hãng đĩa | Tham khảo |
| -------- | -------------------- | ------------------------------------- | -------- | --------- |
| Mỹ       | 9 tháng 12 năm 2014  | Đài phát thanh Contemporary hit radio | Republic | [ 56 ]    |
| Mỹ       | 15 tháng 12 năm 2014 | Đài phát thanh Hot adult contemporary | Republic | [ 10 ]    |
| Đức      | 19 tháng 12 năm 2014 | Đĩa CD                                | Republic | [ 22 ]    |